# Minneapolis and St. Louis Railway
Le Minneapolis and St. Louis Railway (M&StL) (sigle AAR : MSTL) était une compagnie de chemin de fer américain de classe I qui construisit et exploita des lignes au départ de Minneapolis, Minnesota vers l'ouest et le sud. Il exista pendant 90 ans, de 1870 à 1960.
Sa route la plus importante allait de Minneapolis à Peoria; une seconde route qui allait vers l'ouest reliait Minneapolis au Dakota du Sud, et une troisième vers le sud reliait Minneapolis à différentes régions du centre-nord de l'Iowa et du centre-sud du Minnesota. Comme la majorité des lignes du M&StL n'avaient qu'un trafic relativement léger, la situation financière de la compagnie était souvent précaire. Le MSTL, placé sous la protection contre les banqueroutes, continua son exploitation de 1923 à 1943. Il fut racheté par le Chicago and North Western Railway en 1960, et bon nombre de ses anciennes lignes furent abandonnées.

## Histoire

### Les origines
Le M&StL fut créé le 26 mai 1870 par un groupe d'investisseurs du Minnesota pour relier Minneapolis aux régions agricoles du sud. La première ligne principale relia les Twin Cities (Minneapolis et St. Paul) à l'Iowa au sud, puis à Peoria, Illinois à l'est. La ville de Mason City, au nord de l'Iowa, devint un centre important pour le trafic de la compagnie. Cette ligne qui permettait d'acheminer des marchandises dans l'Illinois en évitant le nœud ferroviaire de Chicago, constituait le principal attrait du M&StL. Des lignes secondaires se développèrent dans le sud du Minnesota et le nord de l'Iowa. Une seconde ligne principale fut construite dans l'est du Dakota du Sud. 
Comme la plupart des lignes du réseau n'avaient qu'un trafic relativement léger, la situation financière de la compagnie était souvent précaire. 

### Le contrôle par le Rock Island
Au cours des années 1880, le M&StL connu son premier redressement judiciaire, et laissa son contrôle au main du Chicago, Rock Island and Pacific Railroad (CRI&P ou Rock Island). Le Rock Island confia l'exploitation du district ouest de sa filiale Wisconsin, Minnesota & Pacific au M&StL en 1889. Ce district ouest reliait Morton, Minnesota à Watertown. Il est intéressant de remarquer que le district est du Wisconsin, Minnesota & Pacific qui reliait Mankato à Red Wing, et qui ne fut jamais connecté au district ouest, serait racheté par le Chicago Great Western Railway. Lorsque le redressement judiciaire prit fin au milieu des années 1890, le M&StL racheta le district ouest du WM&P au Rock Island, et le prolongea de Morton à Minneapolis, ce qui permit de connecter ses lignes principales ouest et est à Hopkins. Le réseau avait désormais une continuité. 
Entretemps, le M&StL racheta l'Iowa Central Railway (créé en 1866) en 1901.
En 1916, le réseau ainsi réorganisé permit au M&StL de devenir stable, et d'absorber d'autres petits chemins de fer.

### 20 ans de banqueroute
Cependant au début des années 1920, le réseau n'ayant pas un trafic suffisant connut à nouveau des problèmes financiers. En 1923, il fut placé en redressement judiciaire. Lucian Sprague prit les commandes en 1935. Il modernisa la compagnie en vendant aux ferrailleurs l'ancien matériel, et en rachetant des streamliners. Cela permit d'accroitre son efficacité. En 1942, Sprague devint président et orchestra la réorganisation de la compagnie. Les efforts furent couronnés de succès, et en 1943, le M&StL sortit enfin de la banqueroute. Ce redressement judiciaire qui dura 20 ans et 6 mois, fut l'un des plus longs de toute l'histoire de l'industrie ferroviaire des États-Unis. Sprague resta président jusqu'en 1954, puis fut évincé de ce poste à la suite d'une dramatique bataille boursière orchestrée par Benjamin W Heineman. 

### Heineman et le C&NW
Heineman, pour le compte du M&StL, organisa le rachat du Minnesota Western Railroad qui était le successeur du fameux Luce Line Railroad situé dans le centre du Minnesota.
En 1956, Heineman quitta le M&StL pour prendre la présidence du Chicago and North Western Railway (C&NW). Il s'organisa pour que le C&NW fît l'acquisition du Minneapolis & St. Louis le 1er novembre 1960. Cette petite compagnie fut rapidement intégrée. Où cela était possible, les long convois du M&StL étaient transférés sur les lignes du C&NW; de larges sections du M&StL furent abandonnées dans les années 1960 et 1970. 

### Les vestiges de l'ancien réseau
De nos jours, seules quelques petites portions de l'ancien M&StL demeurent intactes et en usage. 
Le Minnesota Valley Regional Railroad Authority possède l'ancienne ligne du M&StL line reliant Norwood/Young America à Hanley Falls; cette section est exploitée par le Twin Cities & Western, filiale du Minnesota Prairie Line. 
L'Union Pacific Railroad exploite la portion située entre Merriam Junction (au sud de Shakopee) et Montgomery. Par contre la portion Chaska Industrial Lead reliant Merriam Junction au centre-ville de Chaska a été abandonnée par l'UP à la suite de la destruction d'un pont à chevalets par la crue de la rivière Minnesota au printemps 2007. Quelques portions dans le nord de l'Iowa sont toujours exploitées par l'UP: entre Estherville et Emmetsburg, entre Mallard et Grand Junction, entre Mason City et le Minnesota au nord, entre Mason City et Harley au sud, et entre Marshalltown et Eddyville. 
Le Canadien National exploite dans l'Iowa, la section entre Ackley et Geneva.

## Le service voyageur
L'activité première du M&StL fut le transport de marchandises, mais il exploita également un nombre limité de trains de voyageurs. Comme la conception du réseau n'était pas fondée sur des liaisons directes entre les grosses villes américaines, le service voyageur n'était pas compétitif avec ceux des autres grandes compagnies. Le train de voyageur de prestige fut le North Star Limited, qui reliait Minneapolis à Albia, Iowa, puis via le Wabash Railroad, il continuait vers Saint-Louis, Missouri. Mais il fut arrêté dès 1935.
En 1929, le M&StL commença à acquérir des automotrices gaz-électriques qui comportaient des compartiments pour les bagages et le courrier. Certaines machines incluaient des compartiments pour les voyageurs. Toutes ces automotrices étaient capables de remorquer des voitures supplémentaires de marchandises et de voyageurs si nécessaire. Rapidement, ces automotrices assurèrent presque la totalité du maigre service voyageur. Le M&StL acheta aussi deux Budd RDC en 1957 pour assurer le trafic entre Minneapolis et Des Moines; mais ne donnant pas satisfaction, ces machines furent revendues l'année suivante. 
Le service voyageur du M&StL déclina au cours des années 1950. Les derniers trains 13 et 14 reliant Minneapolis et Watertown, prirent le départ le 20 juillet 1960. 